# Grand Prix Stanów Zjednoczonych 2014
Grand Prix Stanów Zjednoczonych 2014 (oficjalnie 2014 Formula 1 United States Grand Prix) – siedemnasta eliminacja Mistrzostw Świata Formuły 1 w sezonie 2014, która odbyła się w dniach 31 października–2 listopada na torze Circuit of the Americas w Austin. Z powodu problemów finansowych w Grand Prix nie wystartowały zespoły Catherham i Marussia.

## Lista startowa
Źródło: Wyprzedź Mnie!
Na niebieskim tle kierowcy biorący udział jedynie w piątkowych treningach
| Nr | Kierowca          | Zespół                        | Samochód               | Silnik                         | Opony |
| -- | ----------------- | ----------------------------- | ---------------------- | ------------------------------ | ----- |
| 1  | Sebastian Vettel  | Infiniti Red Bull Racing      | Red Bull RB10          | Renault Energy F1-2014 1.6T V6 | P     |
| 3  | Daniel Ricciardo  | Infiniti Red Bull Racing      | Red Bull RB10          | Renault Energy F1-2014 1.6T V6 | P     |
| 6  | Nico Rosberg      | Mercedes AMG Petronas F1 Team | Mercedes F1 W05 Hybrid | Mercedes-Benz PU106A 1.6T V6   | P     |
| 7  | Kimi Räikkönen    | Scuderia Ferrari              | Ferrari F14 T          | Ferrari 059/3 1.6T V6          | P     |
| 8  | Romain Grosjean   | Lotus F1 Team                 | Lotus E22              | Renault Energy F1-2014 1.6T V6 | P     |
| 11 | Sergio Pérez      | Sahara Force India F1 Team    | Force India VJM07      | Mercedes-Benz PU106A 1.6T V6   | P     |
| 13 | Pastor Maldonado  | Lotus F1 Team                 | Lotus E22              | Renault Energy F1-2014 1.6T V6 | P     |
| 14 | Fernando Alonso   | Scuderia Ferrari              | Ferrari F14 T          | Ferrari 059/3 1.6T V6          | P     |
| 19 | Felipe Massa      | Williams Martini Racing       | Williams FW36          | Mercedes-Benz PU106A 1.6T V6   | P     |
| 20 | Kevin Magnussen   | McLaren Mercedes              | McLaren MP4-29         | Mercedes-Benz PU106A 1.6T V6   | P     |
| 21 | Esteban Gutiérrez | Sauber F1 Team                | Sauber C33             | Ferrari 059/3 1.6T V6          | P     |
| 22 | Jenson Button     | McLaren Mercedes              | McLaren MP4-29         | Mercedes-Benz PU106A 1.6T V6   | P     |
| 25 | Jean-Éric Vergne  | Scuderia Toro Rosso           | Toro Rosso STR9        | Renault Energy F1-2014 1.6T V6 | P     |
| 26 | Daniił Kwiat      | Scuderia Toro Rosso           | Toro Rosso STR9        | Renault Energy F1-2014 1.6T V6 | P     |
| 27 | Nico Hülkenberg   | Sahara Force India F1 Team    | Force India VJM07      | Mercedes-Benz PU106A 1.6T V6   | P     |
| 38 | Max Verstappen    | Scuderia Toro Rosso           | Toro Rosso STR9        | Renault Energy F1-2014 1.6T V6 | P     |
| 40 | Felipe Nasr       | Williams Martini Racing       | Williams FW36          | Mercedes-Benz PU106A 1.6T V6   | P     |
| 44 | Lewis Hamilton    | Mercedes AMG Petronas F1 Team | Mercedes F1 W05 Hybrid | Mercedes-Benz PU106A 1.6T V6   | P     |
| 77 | Valtteri Bottas   | Williams Martini Racing       | Williams FW36          | Mercedes-Benz PU106A 1.6T V6   | P     |
| 99 | Adrian Sutil      | Sauber F1 Team                | Sauber C33             | Ferrari 059/3 1.6T V6          | P     |
| Nr | Kierowca          | Zespół                        | Samochód               | Silnik                         | Opony |

## Wyniki

### Sesje treningowe
Źródło: Wyprzedź Mnie!
| Sesja | Nr | Kierowca       | Konstruktor | Czas     | Okr. |
| ----- | -- | -------------- | ----------- | -------- | ---- |
| 1     | 44 | Lewis Hamilton | Mercedes    | 1:39,941 | 28   |
| 2     | 44 | Lewis Hamilton | Mercedes    | 1:39,085 | 18   |
| 3     | 44 | Lewis Hamilton | Mercedes    | 1:37,107 | 13   |

### Kwalifikacje
Źródło: Wyprzedź Mnie!
| Poz. | Nr | Kierowca          | Konstruktor          | Q1       | Q2       | Q3       | Poz. s. |
| --- | --- | ----------------- | -------------------- | -------- | -------- | -------- | ------- |
| 1 | 6 | Nico Rosberg      | Mercedes             | 1:38,303 | 1:36,290 | 1:36,067 | 1       |
| 2 | 44 | Lewis Hamilton    | Mercedes             | 1:37,196 | 1:37,287 | 1:36,443 | 2       |
| 3 | 77 | Valtteri Bottas   | Williams–Mercedes    | 1:38,249 | 1:37,499 | 1:36,906 | 3       |
| 4 | 19 | Felipe Massa      | Williams–Mercedes    | 1:37,877 | 1:37,347 | 1:37,205 | 4       |
| 5 | 3 | Daniel Ricciardo  | Red Bull–Renault     | 1:38,814 | 1:37,873 | 1:37,244 | 5       |
| 6 | 14 | Fernando Alonso   | Ferrari              | 1:38,349 | 1:38,010 | 1:37,610 | 6       |
| 7 | 22 | Jenson Button     | McLaren–Mercedes     | 1:38,574 | 1:38,024 | 1:37,655 | 12      |
| 8 | 20 | Kevin Magnussen   | McLaren–Mercedes     | 1:38,557 | 1:38,047 | 1:37,706 | 7       |
| 9 | 7 | Kimi Räikkönen    | Ferrari              | 1:38,669 | 1:38,263 | 1:37,804 | 8       |
| 10 | 99 | Adrian Sutil      | Sauber–Ferrari       | 1:38,855 | 1:38,378 | 1:38,810 | 9       |
| 11 | 13 | Pastor Maldonado  | Lotus–Renault        | 1:38,608 | 1:38,467 | –        | 10      |
| 12 | 11 | Sergio Pérez      | Force India–Mercedes | 1:39,200 | 1:38,554 | –        | 11      |
| 13 | 27 | Nico Hülkenberg   | Force India–Mercedes | 1:38,931 | 1:38,598 | –        | 13      |
| 14 | 26 | Daniił Kwiat      | Toro Rosso–Renault   | 1:38,936 | 1:38,699 | –        | 17      |
| 15 | 25 | Jean-Éric Vergne  | Toro Rosso–Renault   | 1:39,250 | –        | –        | 14      |
| 16 | 21 | Esteban Gutiérrez | Sauber–Ferrari       | 1:39,555 | –        | –        | 15      |
| 17 | 1 | Sebastian Vettel  | Red Bull–Renault     | 1:39,621 | –        | –        | PIT     |
| 18 | 8 | Romain Grosjean   | Lotus–Renault        | 1:39,679 | –        | –        | 16      |
| Poz. | Nr | Kierowca          | Konstruktor          | Q1       | Q2       | Q3       | Poz. s. |
| \| Legenda \| Legenda \| \| ------------------------ \| ---------------------------------------------------------------------------------------------------------------------------------------------------------------------------------------------------------------------------------------------------------------- \| \| Poz. Nr Q1 Q2 Q3 Poz. s. \| Pozycja zajęta w sesji kwalifikacyjnej Numer startowy kierowcy Wynik uzyskany w pierwszej części kwalifikacji Wynik uzyskany w drugiej części kwalifikacji Wynik uzyskany w trzeciej części kwalifikacji Pozycja startowa po uwzględnięniu kar, przesunięć, itp. \| | |                   |                      |          |          |          |         |
| Legenda | |                   |                      |          |          |          |         |
| Poz. Nr Q1 Q2 Q3 Poz. s. | Pozycja zajęta w sesji kwalifikacyjnej Numer startowy kierowcy Wynik uzyskany w pierwszej części kwalifikacji Wynik uzyskany w drugiej części kwalifikacji Wynik uzyskany w trzeciej części kwalifikacji Pozycja startowa po uwzględnięniu kar, przesunięć, itp. |                   |                      |          |          |          |         |

### Wyścig
Źródło: Wyprzedź Mnie!
| P                 | + / –     | Nr | Kierowca          | Konstruktor          | Okr. | Czas / Strata                   | Komentarz |
| ----------------- | --------- | -- | ----------------- | -------------------- | ---- | ------------------------------- | --------- |
| 1                 | 1         | 44 | Lewis Hamilton    | Mercedes             | 56   | 1h40m04,785                     |           |
| 2                 | 1         | 6  | Nico Rosberg      | Mercedes             | 56   | +0:04,314                       |           |
| 3                 | 2         | 3  | Daniel Ricciardo  | Red Bull–Renault     | 56   | +0:25,560                       |           |
| 4                 | Bez zmian | 19 | Felipe Massa      | Williams–Mercedes    | 56   | +0:26,924                       |           |
| 5                 | 2         | 77 | Valtteri Bottas   | Williams–Mercedes    | 56   | +0:30,992                       |           |
| 6                 | Bez zmian | 14 | Fernando Alonso   | Ferrari              | 56   | +1:35,231                       |           |
| 7                 | 11        | 1  | Sebastian Vettel  | Red Bull–Renault     | 56   | +1:35,734                       |           |
| 8                 | 1         | 20 | Kevin Magnussen   | McLaren–Mercedes     | 56   | +1:40,682                       |           |
| 9                 | 1         | 13 | Pastor Maldonado  | Lotus–Renault        | 56   | +1:47,870                       | [ a ]     |
| 10                | 3         | 25 | Jean-Éric Vergne  | Toro Rosso–Renault   | 56   | +1:48,863                       | [ 10 ]    |
| 11                | 5         | 8  | Romain Grosjean   | Lotus–Renault        | 55   | +1 okr                          |           |
| 12                | Bez zmian | 22 | Jenson Button     | McLaren–Mercedes     | 55   | +1 okr                          |           |
| 13                | 5         | 7  | Kimi Räikkönen    | Ferrari              | 55   | +1 okr                          |           |
| 14                | Bez zmian | 21 | Esteban Gutiérrez | Sauber–Ferrari       | 55   | +1 okr                          | [ b ]     |
| 15                | 2         | 26 | Daniił Kwiat      | Toro Rosso–Renault   | 55   | +1 okr                          |           |
| Niesklasyfikowani |           |    |                   |                      |      |                                 |           |
|                   |           | 27 | Nico Hülkenberg   | Force India–Mercedes | 16   | Jednostka napędowa              |           |
|                   |           | 11 | Sergio Pérez      | Force India–Mercedes | 1    | Uszkodzenia z kolizji z Sutilem |           |
|                   |           | 99 | Adrian Sutil      | Sauber–Ferrari       | 0    | Kolizja z Pérezem               |           |
| P                 | + / –     | Nr | Kierowca          | Konstruktor          | Okr. | Czas / Strata                   | Komentarz |

### Najszybsze okrążenie
Źródło: Wyprzedź Mnie!
| Nr | Kierowca         | Konstruktor      | Czas     | Okr. |
| -- | ---------------- | ---------------- | -------- | ---- |
| 1  | Sebastian Vettel | Red Bull–Renault | 1:41,379 | 50   |

### Prowadzenie w wyścigu
Źródło: Racing–Reference.info
| Nr                              | Kierowca       | Okrążenia           | Suma |
| ------------------------------- | -------------- | ------------------- | ---- |
| 44                              | Lewis Hamilton | 16-17, 24-33, 34-56 | 33   |
| 6                               | Nico Rosberg   | 1-16, 17-24, 33-34  | 23   |
| \| Wykres \| \| ------ \| \| \| |                |                     |      |
| Wykres                          |                |                     |      |
|                                 |                |                     |      |

## Klasyfikacja po zakończeniu wyścigu

### Kierowcy
| P                 | +/− | Kierowca          | Starty | Punkty | P1 | P2 | P3 | PP | NO | NS |
| ----------------- | --- | ----------------- | ------ | ------ | -- | -- | -- | -- | -- | -- |
| 1                 | 0   | Lewis Hamilton    | 17     | 316    | 10 | 2  | 2  | 7  | 6  | 3  |
| 2                 | 0   | Nico Rosberg      | 17     | 292    | 4  | 10 | –  | 9  | 5  | 2  |
| 3                 | 0   | Daniel Ricciardo  | 17     | 214    | 3  | –  | 5  | –  | –  | 1  |
| 4                 | 0   | Valtteri Bottas   | 17     | 155    | –  | 2  | 3  | –  | 1  | 1  |
| 5                 | 0   | Sebastian Vettel  | 17     | 149    | –  | 1  | 3  | –  | 1  | 3  |
| 6                 | 0   | Fernando Alonso   | 17     | 149    | –  | 1  | 1  | –  | –  | 2  |
| 7                 | 0   | Jenson Button     | 17     | 94     | –  | –  | 1  | –  | –  | 1  |
| 8                 | +1  | Felipe Massa      | 17     | 83     | –  | –  | 1  | 1  | 1  | 3  |
| 9                 | −1  | Nico Hülkenberg   | 17     | 76     | –  | –  | –  | –  | –  | 2  |
| 10                | 0   | Kevin Magnussen   | 17     | 53     | –  | 1  | –  | –  | –  | 1  |
| 11                | 0   | Sergio Pérez      | 16     | 47     | –  | –  | 1  | –  | 1  | 3  |
| 12                | 0   | Kimi Räikkönen    | 17     | 47     | –  | –  | –  | –  | 1  | 1  |
| 13                | 0   | Jean-Éric Vergne  | 17     | 22     | –  | –  | –  | –  | –  | 5  |
| 14                | 0   | Romain Grosjean   | 17     | 8      | –  | –  | –  | –  | –  | 6  |
| 15                | 0   | Daniił Kwiat      | 17     | 8      | –  | –  | –  | –  | –  | 4  |
| 16                | +3  | Pastor Maldonado  | 16     | 2      | –  | –  | –  | –  | –  | 4  |
| 17                | −1  | Jules Bianchi     | 15     | 2      | –  | –  | –  | –  | –  | 3  |
| 18                | −1  | Adrian Sutil      | 17     | 0      | –  | –  | –  | –  | –  | 7  |
| 19                | −1  | Marcus Ericsson   | 16     | 0      | –  | –  | –  | –  | –  | 5  |
| 20                | 0   | Esteban Gutiérrez | 17     | 0      | –  | –  | –  | –  | –  | 6  |
| 21                | 0   | Max Chilton       | 16     | 0      | –  | –  | –  | –  | –  | 3  |
| 22                | 0   | Kamui Kobayashi   | 14     | 0      | –  | –  | –  | –  | –  | 5  |
| Niesklasyfikowani |     |                   |        |        |    |    |    |    |    |    |
|                   |     | André Lotterer    | 1      | –      | –  | –  | –  | –  | –  | 1  |
| P                 | +/− | Kierowca          | Starty | Punkty | P1 | P2 | P3 | PP | NO | NS |

### Konstruktorzy
| P  | +/− | Konstruktor             | Starty | Punkty | P1 | P2 | P3 | PP | NO | NS |
| -- | --- | ----------------------- | ------ | ------ | -- | -- | -- | -- | -- | -- |
| 1  | 0   | Mercedes                | 34     | 608    | 14 | 12 | 2  | 16 | 11 | 5  |
| 2  | 0   | Red Bull Racing Renault | 34     | 363    | 3  | 1  | 8  | –  | 2  | 4  |
| 3  | 0   | Williams Mercedes       | 34     | 238    | –  | 2  | 4  | 1  | 1  | 4  |
| 4  | 0   | Ferrari                 | 34     | 196    | –  | 1  | 1  | –  | 1  | 3  |
| 5  | 0   | McLaren Mercedes        | 34     | 147    | –  | 1  | 1  | –  | –  | 2  |
| 6  | 0   | Force India Mercedes    | 33     | 123    | –  | –  | 1  | –  | 1  | 5  |
| 7  | 0   | STR Renault             | 34     | 30     | –  | –  | –  | –  | –  | 9  |
| 8  | 0   | Lotus Renault           | 33     | 10     | –  | –  | –  | –  | –  | 10 |
| 9  | 0   | Marussia Ferrari        | 31     | 2      | –  | –  | –  | –  | –  | 6  |
| 10 | 0   | Sauber Ferrari          | 34     | 0      | –  | –  | –  | –  | –  | 13 |
| 11 | 0   | Caterham Renault        | 31     | 0      | –  | –  | –  | –  | –  | 11 |
| P  | +/− | Konstruktor             | Starty | Punkty | P1 | P2 | P3 | PP | NO | NS |